# Ravalement
Ravalement (frz.: verputzen) ist ein Begriff aus dem Musikinstrumentenbau.
Bei der Orgel ist damit eine Erweiterung des Tonumfangs insbesondere des Pedalumfangs nach unten gemeint, wie er häufig bei französischen Orgeln bis 1840 anzutreffen ist oder, wie bei der Orgel der Kathedrale St. Denis, vorhanden war. Dieser reicht dann gelegentlich bis F1, also eine Quinte tiefer als üblich.
Beim Cembalo wird damit eine bauliche Veränderung zur Erweiterung des Tonumfanges und der Registeranzahl bezeichnet. Hierbei wurden die Baßwand und Diskantwange entfernt und ersetzt, der Resonanzboden beibehalten, aber verbreitert und verlängert; ebenso wurde die Hohlseite verlängert und bei Zubau eines zweiten Manuals auch erhöht. Der Stimmstock wurde entfernt und ersetzt, ebenso das ursprüngliche Manual, die Registerzüge und Springer.
Am bekanntesten sind die so vorgenommenen Umarbeitungen von Ruckers- und Couchet-Cembali durch die Pariser Cembalobauer Blanchet und Taskin ab den 1760er Jahren. Die so neugewonnenen Cembali waren sehr begehrt und wertvoll.